# St Clement Danes
St Clement Danes är en kyrka i City of Westminster i London. Den färdigställdes 1682 efter ritningar av Christopher Wren. 
Kyrkan, som är uppförd i barockstil, skadades svårt under blitzen i början av andra världskriget och hölls stängd för reparationer till år   1958. Idag fungerar den som kyrka för Storbritanniens flygvapen (Royal Air Force).
Klockorna i St Clement Danes spelar vaggvisan Oranges and Lemons varje dag. Lyssna här!

## Ombyggnader
Den ursprungliga medeltidskyrkan byggdes om flera gånger. Första gången av Vilhelm Erövraren. Efter Stora branden i London, år 1666, byggdes ett nytt klocktorn, men eftersom resten av kyrkan också var i dåligt skick beslöt man att bygga om hela kyrkan.
Ombyggnaden mellan åren 1680-1682 gjordes efter ritningar av Sir Christopher Wren, som behöll kyrktornet. St Clement Danes  byggdes av Portlandskalksten med apsiden mot öst. Spiran av 
James Gibbs tillkom år 1719.

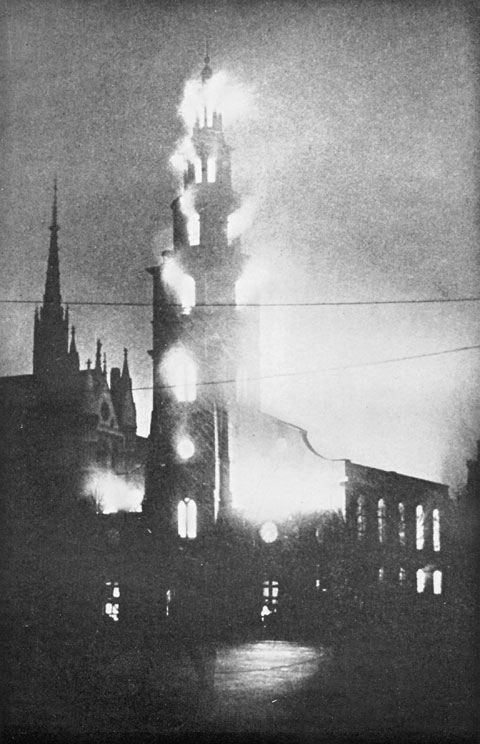
St Clement Danes brinner den 10 maj 1941

Kyrkan förstördes nästan helt av tyskarnas bombningar under blitzen den 10 maj 1941. Ytterväggarna, tornet och spiran överlevde, men  interiören förstördes av elden och de tio kyrkklockorna föll ner. Klockorna göts om efter kriget
St Clemens Danes restaurerades med hjälp av insamlade medel konsekrerades igen den 19 oktober 1958 som engelska flygvapnets kyrka.

## Inventarier

### Minnesmärken

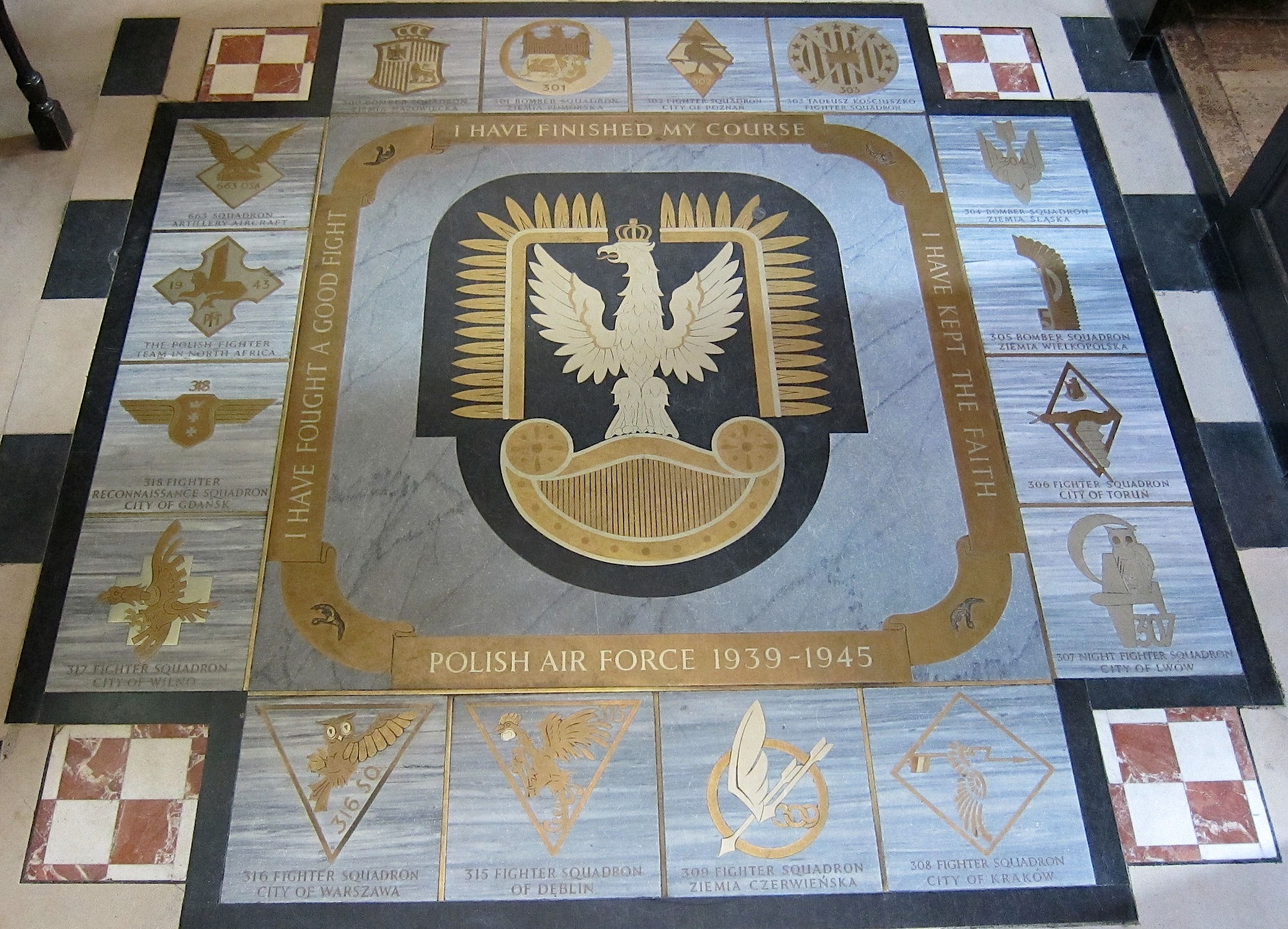
Polska luftvapnets minnesmärke

Kyrkogolvet, som är av skiffer från Wales, är dekorerat med emblem för mer än 800 enheter och grupper i RAF. I norra delen av kyrkan finns ett minnesmärke över de polska piloter som kämpade för Storbritannien under andra världskriget och i närheten av altaret finns listor över dem som har tilldelats Viktoriakorset och Georgskorset.

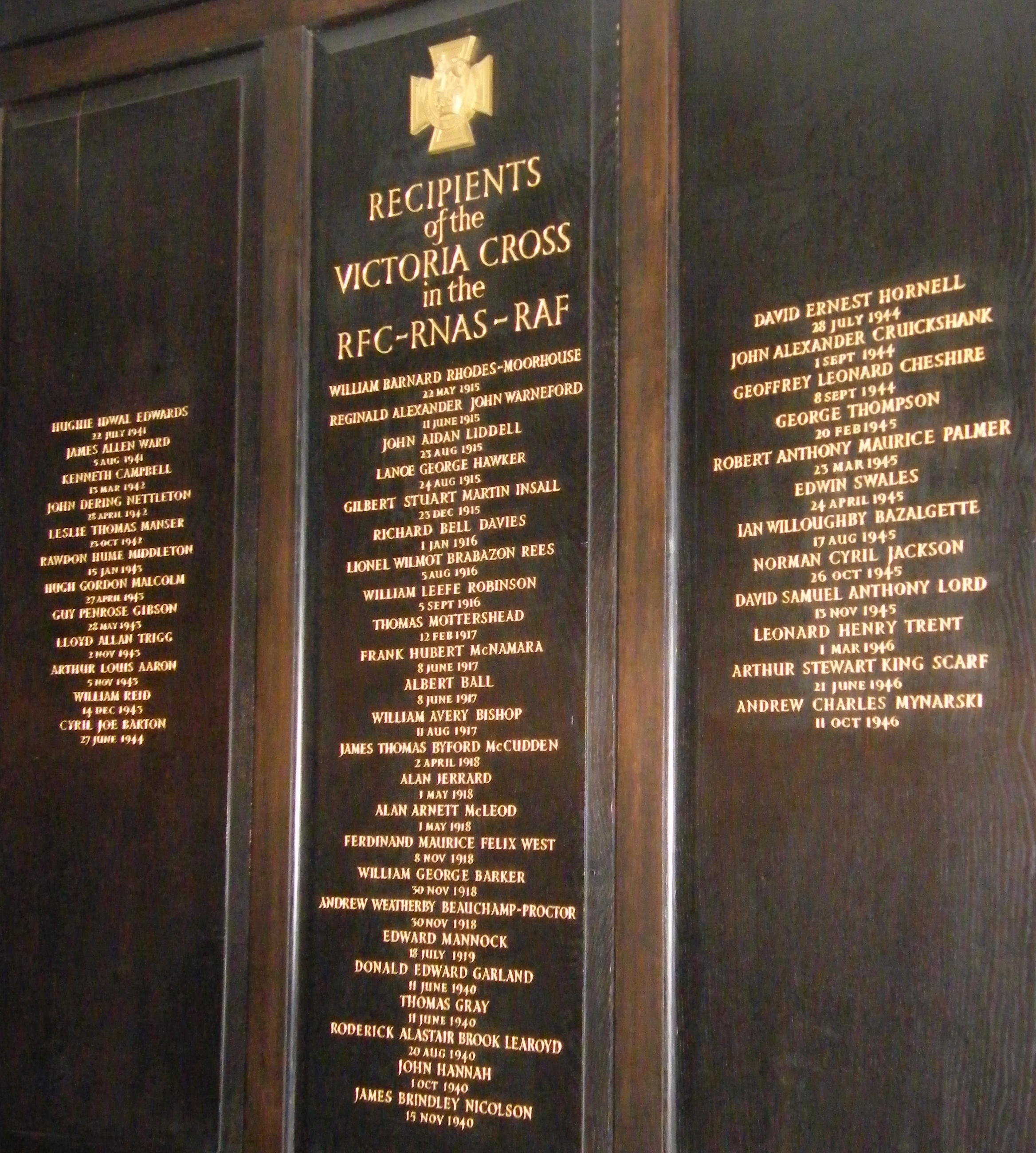
Lista över mottagare av Viktoriakorset

### Donationer
I kyrkan hänger RAF skvadronernas gamla fanor. Predikstolen och kyrkbänkarna har donerats av olika personer, tidigare flygvapenchefer, stridspiloten Sir Douglas Bader och krigsveteraner i "the Guinea Pig Club". Utländska flygvapen har också skänkt inredningsdetaljer till kyrkan. Talarstolen är en gåva från Royal Australian Air Force, korset från ungdomsorganisationen "Air Training Corps" och altaret från den  nederländska ambassaden. Dopfunten i kryptan donerades av Norges flygvapen och påskljuset är en gåva från Belgiska flygvapnet.

### Orgel

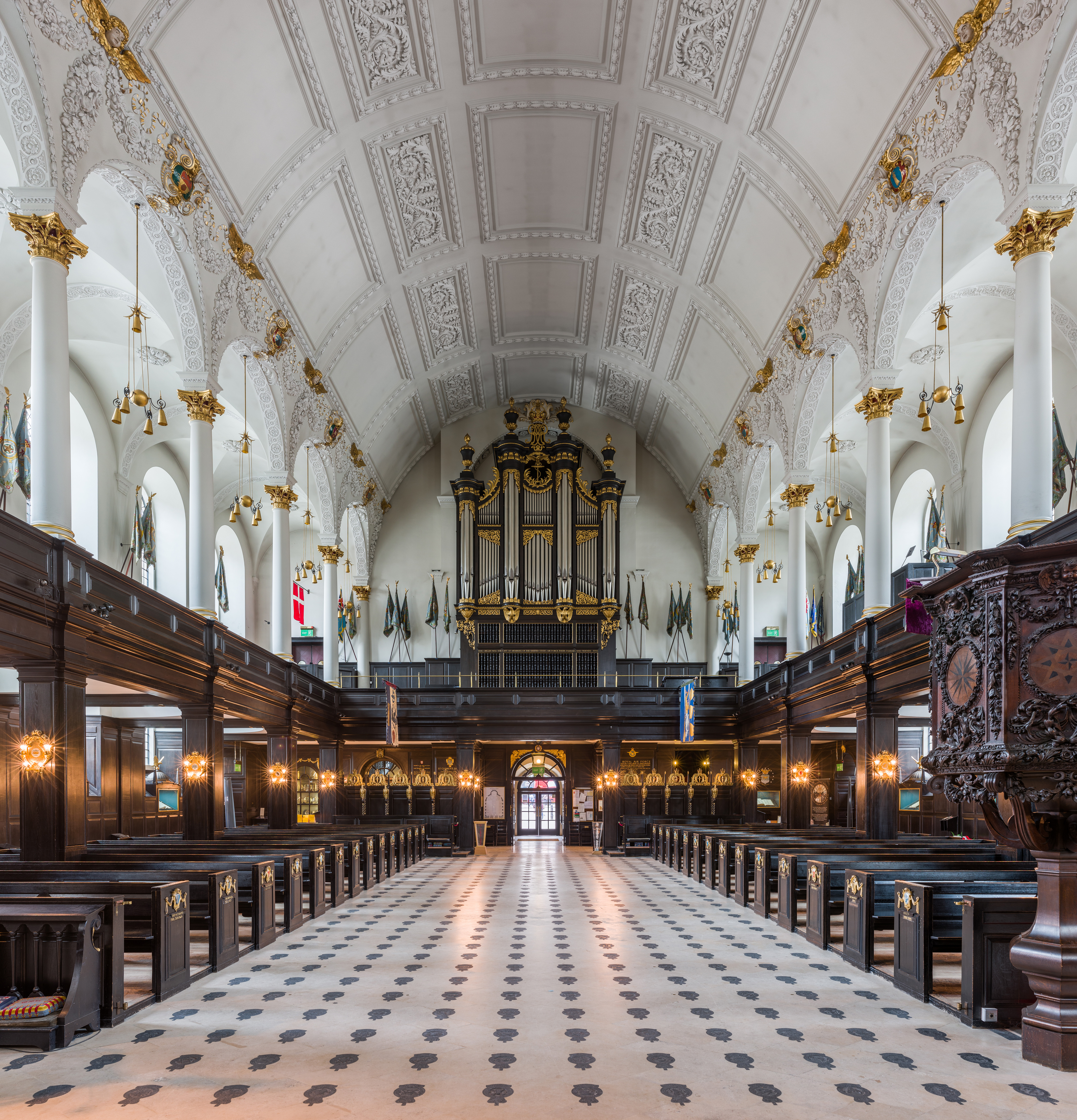
Orgeln från år 1958

Den första orgeln i kyrkan byggdes av orgelbyggaren Bernard Smith år 1690. Den byggdes om flera gånger men förstördes under andra världskriget. I samband med renoveringen av kyrkan  installerades en ny orgel. Den byggdes av orgelbyggarna   Harrison & Harrison och var en gåva från United States Air Force.